# Lijst van loges in de Antwerpse Kempen
Deze lijst van loges in de Antwerpse Kempen (Oosten Turnhout) betreft zowel nog bestaande als historische loges uit de Vrijmetselarij en de Para-Maçonnerie.
Alle hier vermelde loges zijn actief, tenzij een einddatum wordt vermeld.

## Vrijmetselarij
Er zijn vijf vrijmetselaarsloges actief in de Antwerpse Kempen. Vier van deze werkplaatsen komen samen in het tempelgebouw gelegen Stenehei 62, 2480 Dessel.
Grootoosten van België
- Loge nº 61 : De Waag (1974) - Nederlandstalig

Belgische federatie Le Droit Humain
- Loge nº 1373 : Diogenes DH (1984) - Nederlandstalig

Grootoosten van Luxemburg
- Loge nº 10 : Diogenes GOL (1984) - Nederlandstalig

Lithos - Confederatie van Loges
- Evenwicht (2013) - Nederlandstalig

Reguliere Grootloge van België
- Loge nº 49 : Sint Jan ter Heide (2010) - Nederlandstalig - Komt samen in Turnhout.